# Giacomo Leopardi

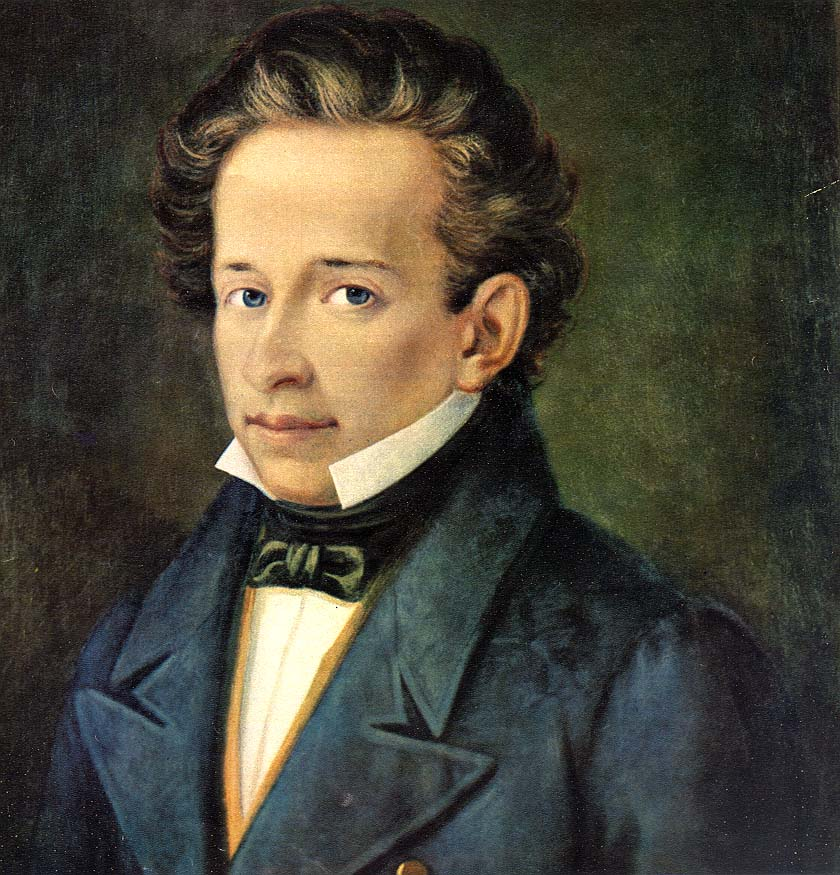
Giacomo Leopardi

Giacomo Taldegardo Francesco di Sales Saverio Pietro Leopardi, Conte (sinh 29 tháng 6 1798 - mất 14 tháng 6 1837) là một nhà thơ, nhà tiểu luận, nhà triết học và nhà ngữ văn người Ý. Cùng với Dante, Giacomo Leopardi được coi là một trong những nhà thơ và nhà tư tưởng vĩ đại nhất của Italia.